# Droga nr 6714 (Izrael)
Droga lokalna nr 6714 (hebr. 6714 כביש) – jest lokalną drogą położoną w Dolinie Charod na północy Izraela. Przebiega on przez blok żydowskich osiedli Ta’anach Bet w Dolinie Jezreel.

## Przebieg
Droga nr 6714 przebiega przez Samorząd Regionu Ha-Gilboa w Poddystrykcie Jezreel Dystryktu Północnego Izraela. Biegnie południkowo z południa na północ w Dolinie Jezreel.
Swój początek bierze w moszawie Gadisz, skąd kieruje się na północny zachód do centralnej wioski tutejszego bloku - Merkaz Omen. Na centralnym skrzyżowaniu można zjechać na zachód do moszawu Mele’a. Nasza główna droga kieruje się dalej na północny wschód i dociera do wioski Nir Jafe (dawny moszaw). Po wyjechaniu z wioski dojeżdża się do skrzyżowania z drogą nr 675, gdzie kończy swój bieg. Jadąc drogą nr 675 na północny zachód dojeżdża się do skrzyżowania z drogą nr 65 przy porcie lotniczym Megiddo, lub jadąc na wschód dojeżdża się do zjazdu na drogę nr 6724 (do bloku osiedli Addirim, Dewora, Barak i Merkaz Chewer).